# Château de Deganwy
Le château de Deganwy est un château du comté de Conwy (pays de Galles) construit sans doute vers le VIe siècle, période à laquelle il est le quartier général de Maelgwn Gwynedd (v. 480-v. 547), roi de Gwynedd. Mais son occupation est probablement plus ancienne. Elle remonte sans doute à l'époque romaine.
Ses ruines ont été dégagées dans les années 1960 par l'archéologue Leslie Alcock (1925-2006).